# NGC 3449
NGC 3449 est une vaste galaxie spirale située dans la constellation de la Machine pneumatique. NGC 3449 a été découverte par l'astronome britannique John Herschel en 1834.

## Caractéristiques
La classe de luminosité de NGC 3449 est I-II et elle présente une large raie HI.

### Distance
Sa vitesse par rapport au fond diffus cosmologique est de 3 609 ± 24 km/s, ce qui correspond à une distance de Hubble de 53,2 ± 3,7 Mpc (∼174 millions d'al). 
À ce jour, une vingtaine de mesures non basées sur le décalage vers le rouge (redshift) donnent une distance de 46,595 ± 5,460 Mpc (∼152 millions d'al), ce qui est à l'intérieur des valeurs de la distance de Hubble. Notons cependant que c'est avec la valeur moyenne des mesures indépendantes, lorsqu'elles existent, que la base de données NASA/IPAC calcule le diamètre d'une galaxie et qu'en conséquence le diamètre de NGC 3449 pourrait être d'environ 76,5 kpc (∼250 000 al) si on utilisait la distance de Hubble pour le calculer.

### Classification
L'image de cette galaxie ne permet pas d'affirmer qu'il s'agit d'une spirale barrée comme le fait Wolfgang Steinicke ou encore d'une spirale intermédiaire comme indiqué dans la base de données HyperLeda.

## Supernova
La supernova 2012bu a été découverte dans NGC 3449 le 16 janvier 2012 par Stan Howerton dans le cadre du programme CRTS (Catalina Real-Time Transient Survey) de l'institut Caltech. Cette supernova était de type II.

## Groupe de NGC 3449
En compagnie des galaxies ESO 437-65 et ESO 437-67, NGC 3449 forme un trio de galaxie, le groupe de NGC 3449.